# Colli Pesaresi Roncaglia bianco
Il Colli Pesaresi Roncaglia bianco è un vino DOC la cui produzione è consentita nella provincia di Pesaro.

## Caratteristiche organolettiche
- colore: giallo paglierino.
- odore: gradevole, delicatamente profumato.
- sapore: asciutto, sapido, armonico.

## Produzione
Provincia, stagione, volume in ettolitri
- Pesaro  (1994/95)  410,0
- Pesaro  (1995/96)  100,1
- Pesaro  (1996/97)  207,09